# Benedetta Carlini
Benedetta Carlini (1591-1661) foi uma freira católica mística e lésbica, que viveu na Itália na época da Contra-Reforma. A escritora Judith C. Brown narrou sua vida no livro Atos impuros (1986), que discutiu os acontecimentos que levaram à sua importância arquivística para os historiadores da espiritualidade das mulheres e lesbianismo. A dramaturga e diretora canadense Rosemary Rowe escreveu uma peça sobre seu caso amoroso com a irmã Bartolomea, chamada de "Benedetta Carlini: Lésbicas da Itália renascentista".

## Vida
Benedetta Carlini nasceu em uma família de classe média italiana, que foi capaz de lhe conceder um lugar em um convento razoavelmente confortável, o Convento de Madre de Deus, na localidade de Pescia. Já aos trinta anos, Benedetta tornou-se abadessa do convento. Após algum tempo, começou a relatar uma série de visões perturbadoras em que os homens estavam tentando matá-la. Receosa de que a Irmã Benedetta estava sendo assediada por entidades demoníacas, outras irmãs do convento designaram a Irmã Bartolemea para acompanhá-la diariamente. Depois disso, as visões cessaram, apesar de ela ainda alegar ter visitações sobrenaturais.
Este fato chamou a atenção do Papado, que na época atuava na Contrarreforma. Após cerca de três ou quatro visitas ao convento, todas seguidas de intensos interrogatórios, descobriu-se que Benedetta Carlini e Bartolemea eram amantes. De acordo com Bartolemea, ela e Irmã Benedetta mantinham relações sexuais há anos.
Começava o declínio de Benedetta. De acordo com o livro de Brown, Benedetta foi despojada de sua primazia como abadessa e em seguida, mantida sob guarda pelos 35 anos restantes de sua vida. Ela morreu em 1661, enquanto sua ex-amante, a irmã Bartolomea, morreu em 1660.